# تشارلز فورست بالمر
تشارلز فورست بالمر (بالإنجليزية: Charles Forrest Palmer)‏ هو شخصية أعمال أمريكي، ولد في 29 ديسمبر 1892، وتوفي في 16 يونيو 1973.